# Alexandre Joukov
Pour les articles homonymes, voir Joukov (homonymie).
Alexandre Dmitrievitch Joukov (en russe : Александр Дмитриевич Жуков), né le 1er juin 1956 à Moscou (RSFS de Russie, Union soviétique), est un économiste et homme politique russe, ayant notamment occupé les fonctions de vice-président du gouvernement de la fédération de Russie (2004-2011), de président du Comité olympique russe (2011-2018) et de Premier vice-président de la Douma (depuis 2011). 

## Biographie
Après avoir obtenu une licence d'économie à l'université d'État de Moscou en 1978, il suit les cours d'économie du Gosplan ; il est également titulaire d'un MBA de l'Université Harvard (1991). Il est spécialisé dans les questions monétaires et fiscales. De 1980 à 1991, il travaille au département des affaires économiques et monétaires du ministère des Finances soviétique. Il est président du conseil de surveillance du comité d'organisation des Jeux olympiques et paralympiques d'hiver de 2014 à Sotchi. Il démissionne de ce poste en octobre 2016 à la suite des accusations de dopage des athlètes russes aux Jeux olympiques d'été de 2016. 